# نيستور ألفاريز
نيستور ألفاريز (بالإسبانية: Néstor Álvarez) (4 نوفمبر 1980 بميديلين في كولومبيا - ) هو لاعب كرة قدم كولومبي في مركز الهجوم. شارك مع منتخب كولومبيا لكرة القدم. أما مع النوادي، فقد لعب مع إنديبندينتي ميديلين ونادي أكاديميكا كويمبرا وأتلتيكو ماراكايبو ‏ ونادي أليانزا ‏ وريونيغرو أغيلاس.

## وصلات خارجية
- نيستور ألفاريز على موقع قاعدة بيانات كرة القدم.إي يو (الإنجليزية)
- نيستور ألفاريز على موقع عالم كرة القدم.نت (الإنجليزية)